# Udeme Ekpeyong
Udeme Ekpeyong (ur. 28 marca 1973) – nigeryjski lekkoatleta specjalizujący się w długich biegach sprinterskich, dwukrotny uczestnik letnich igrzysk olimpijskich (Barcelona 1992, Atlanta 1996).

## Sukcesy sportowe
| Rok  | Miasto    | Zawody                      | Konkurencja        | Wynik         |
| ---- | --------- | --------------------------- | ------------------ | ------------- |
| 1992 | Seul      | Mistrzostwa świata juniorów | bieg na 400 m      | 4. miejsce    |
| 1992 | Barcelona | Igrzyska olimpijskie        | sztafeta 4 × 400 m | 5. miejsce    |
| 1995 | Göteborg  | Mistrzostwa świata          | sztafeta 4 × 400 m | brązowy medal |
| 1995 | Fukuoka   | Uniwersjada                 | bieg na 400 m      | srebrny medal |

## Rekordy życiowe
- bieg na 100 metrów – 10,56 – Utrecht 25/07/1997
- bieg na 200 metrów – 20,83 – Tucson 19/05/1995
- bieg na 400 metrów – 45,26 – Odessa 21/05/1994
- bieg na 400 metrów (hala) – 47,52 – Moskwa 18/02/1997